# روز فضای سبز

روز فضای سبز، میدوری نو هی (به ژاپنی: Greenery Dayみどりの日 Midori no Hi) یکی از  تعطیلات عمومی در ژاپن است که در ابتدا در زمان تولد امپراتور هیروهیتو در سال ۲۹ آوریل هر سال در طی دوره شووا جشن گرفته می‌شد. از سال ۱۹۸۹ در پی به امپراتوری رسیدن آکی هیتو و مرگ امپراتور قبلی نام این تعطیلی از «تولد امپراتور» به روز فضای سبز بطور رسمی تغییر داده شد. همان‌طور که از نام آن بر می‌آید، این روز در ارتباط با طبیعت و برای سپاسگزاری از برکت طبیعت است.
در سال ۲۰۰۷ روز فضای سبز به روز چهارم ماه مه انتقال داده شد.